# Вулиця Спецпідрозділу Кракен
Вулиця Спецпідрозділу Кракен — невеличка вулиця у Шевченківському районі Харкова довжиною 370 метрів. Розташована в історичній місцевості Шатилівка, біля станції метро Наукова. Прямує від проспекту Науки до вулиці вулиці Професора Отамановського вздовж Харківського національного університету радіоелектроніки.

## Історія
Спочатку вулиця називалась Серпова. Вона присутня в списку вулиць 1929 року.
25 грудня 2024 року Харківська міська рада розпочала громадське обговорення щодо перейменування Серпової вулиці на вулицю Спецпідрозділу «Кракен».
5 лютого 2025 року Харківська міська рада перейменувала Серпову вулицю на вулицю Спецпідрозділу Кракен.

## Галерея
|                |
| Початок вулиці |

|                    |
| Пам'ятник студенту |

|               |
| Вхід до ХНУРЕ |

|                      |
| Кінець вулиці в 2009 |